# Pokhara (Rukum)
Pokhara (trl. Pokharā, trb. Pokhara) – gaun wikas samiti w zachodniej części Nepalu w strefie Rapti w dystrykcie Rukum. Według nepalskiego spisu powszechnego z 2001 roku liczył on 781 gospodarstw domowych i 3902 mieszkańców (1930 kobiet i 1972 mężczyzn).